# 歐塞奇本德 (密蘇里州)
歐塞奇本德（英語：Osage Bend）是位於美國密蘇里州科爾縣的非建制地區。

## 歷史
歐塞奇本德的郵局於1908年設立，其後於1921年停運。

## 地理
歐塞奇本德所處的海拔為高於海平面222米（即728英呎），而該地所採用的時區為UTC-6，即北美中部時區（CST）。同時該地設有夏令時間，為UTC-6調快一小時，即UTC-5（CDT）。